# Hermannus Höfte
Hermannus Höfte, nizozemski veslač, * 5. avgust 1884, Amsterdam, † 18. november 1961, Amsterdam.
Höfte je bil član nizozemskega četverca brez krmarja, ki je na Poletnih olimpijskih igrah 1908 v Londonu osvojil bronasto medaljo.